# Consorcio para la Gestión de los Residuos Sólidos de Asturias
COGERSA, acrónimo de Consorcio para la Gestión de los Residuos Sólidos de Asturias, es un consorcio formado por los ayuntamientos de todos los concejos asturianos y el Gobierno del Principado de Asturias para la gestión de los residuos en el Principado de Asturias.
COGERSA fue creada en 1982 por el Gobierno del Principado y ocho ayuntamientos. Posteriormente se unieron el resto de ayuntamientos de la comunidad autónoma. En 1985 se creó la sociedad anónima COGERSA, S.A.U. (Compañía para la Gestión de Residuos Sólidos en Asturias, Sociedad Anónima Unipersonal), siendo el Consorcio el titular del 100% de su capital social. Su función es dinamizar la explotación de las instalaciones del Consorcio.
Si bien su objetivo inicial era la eliminación de los residuos urbanos en un vertedero central controlado, COGERSA comenzó a gestionar también residuos industriales en el año 1992.
Los residuos gestionados por COGERSA van a parar al Centro de Tratamiento de Residuos de Asturias, situado en la confluencia de los concejos de Gijón, Carreño, Corvera de Asturias y Llanera. En la actualidad, buena parte de estos residuos son sometidos a procesos de valorización.